# バルトロメウ・デ・グスマン

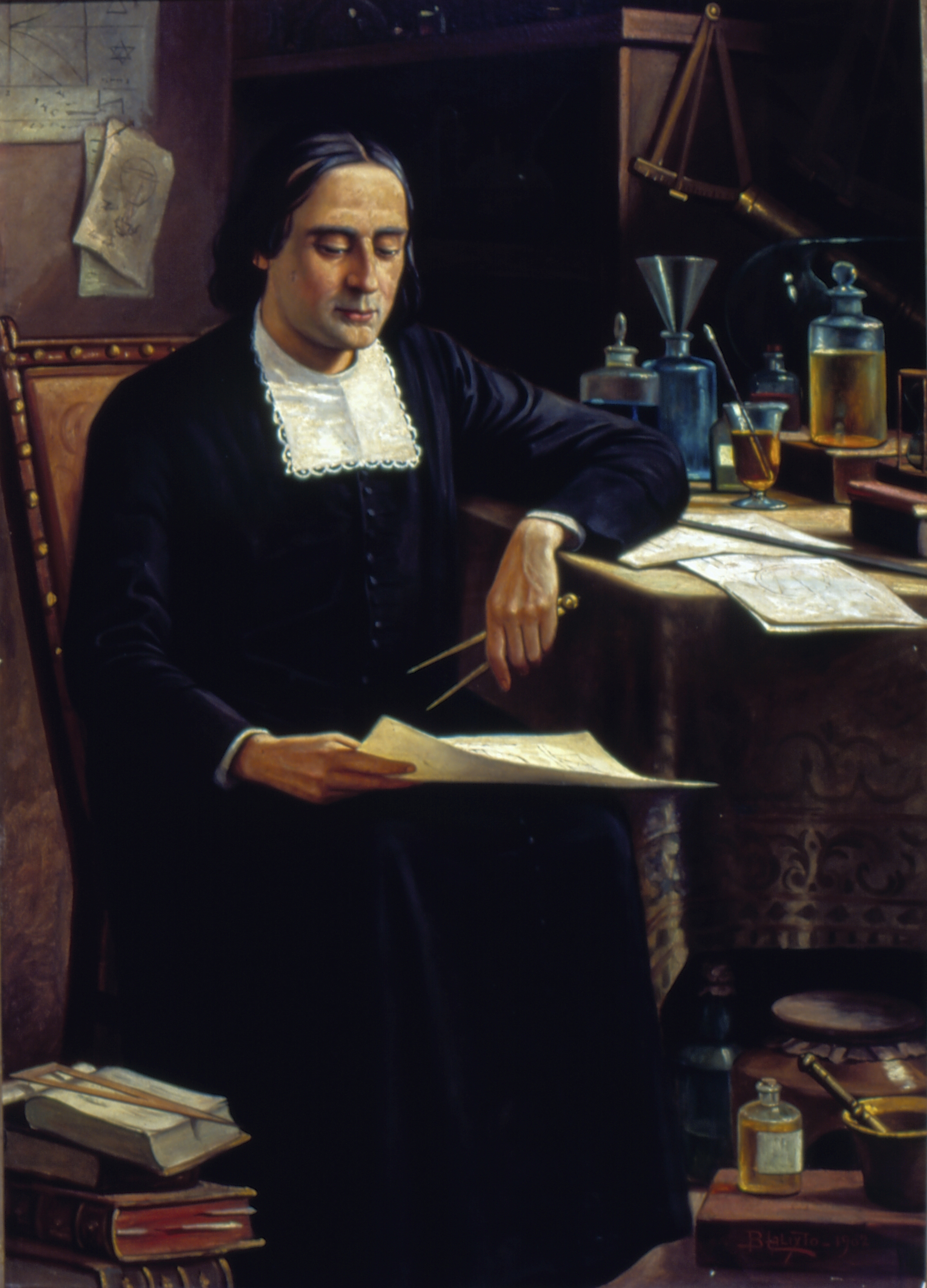
バルトロメウ・デ・グスマンの肖像画（by Benedito Calixto）

バルトロメウ・ロレンソ・デ・グスマン（Bartolomeu Lourenço de Gusmão 、1685年 - 1724年11月18日）は、ブラジル人の司祭、博物学者。モンゴルフィエ兄弟以前に軽航空機の概念を示し、おそらくは模型実験に成功した。

## 経歴と業績
植民地ブラジル（サンパウロ州サントス）の出身。彼は15歳のころバイーア州でイエズス会の見習いとなったが、1701年には辞めている。その後ポルトガルへ行き、リスボンでパトロンを見つけてコインブラ大学で哲学と数学を修める（ただし学位は教会法で取得した）。彼は優れた記憶力を持ち、複数の言語を自在に駆使したと言われる。
1709年、彼は国王ジョアン5世に請願書を出し、自分の発明品である空中船「パッサローラ」（Passarola ）の特許権を求めている。請願の内容も、空中船の図および説明書きも、現代まで保存されている。イタリア人フランチェスコ・ラナ・デ・テルツィも1670年に空中船を発案しているが、それに続くグスマンの空中船の構造は以下のように伝えられている。「ボート型の船体を持ち、幌馬車のように上面が帆布で覆われる。船体には複数の管がついており、風のない時にはそれを通してふいごで空気を帆に吹き付ける。この空中船は中空の金属球に入った磁石の作用で浮揚される。」
1709年6月24日に予定されていた公開試験は、実施されなかった。とはいえ、当時の報告によるとグスマンはパッサローラほど野心的ではない発明をいくつか完成させたようである。現代的な観点からすれば、彼の主たる考案品パッサローラは、凧の原理（固定翼）に基づいていた。また、前述の金属球に入っていたのが磁石でなく、種々の物質の燃焼によって生じたガスや熱気であったことはほぼ確実である（軽航空機の構想）。

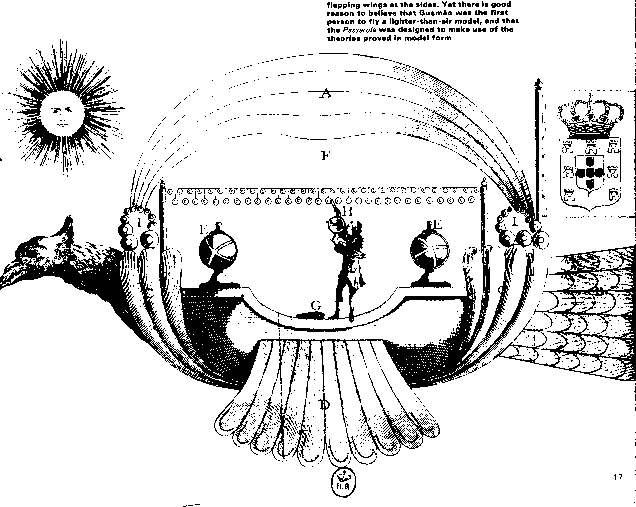
グスマンの空中船「パッサローラ」

グスマンは1709年8月8日にリスボンのインド庁（Casa da Índia）のホールで、燃焼により球体を天井まで浮かばせる公開実験をしているが、これが上記と構想を同じくするものであることは間違いない。国王はこの発明家を称えてコインブラ大学の教授職に任命し、また司教座聖堂参事会員とした。グスマンは1720年に設立された組織Academia Real de Históriaの限定50人の会員の一人でもあった。また、1722年には宮廷付きの司祭となっている。
ポルトガルにおける異端審問熱の高まりによって、グスマンは研究の中断を余儀なくされた。彼はスペインに逃れたが、熱病にかかり、1724年にトレドで死亡した。著書に、"Manifesto summario para os que ignoram poderse navegar pelo elemento do ar (1709)"（空気元素の中を帆走可能であることに気づかない輩への短い声明文）、"Varios modos de esgotar sem gente as naus que fazem agua (1710)"（浸水のある船から、人力を用いず排水をする幾つかの方法）がある。聖職者としての説教にも、印刷されたものが幾らかある。

## 参考資料
- Catholic Encyclopedia, 1910.
- Gusmao, Bartolomeu de. Reproduction fac-similé d'un dessin à la plume de sa description et de la pétition adressée au Jean V. (de Portugal) en langue latine et en écriture contemporaine (1709) retrouvés récemment dans les archives du Vatican du célèbre aéronef de Bartholomeu Lourenco de Gusmão "l'homme volant" portugais, né au Brésil (1685-1724) précurseur des navigateurs aériens et premier inventeur des aérostats. 1917 (Lausanne : Impr. Réunies S. A..)in French and Latin.
- ロルフ・シュトレール『航空発達物語（上）』白水社、1965年
- 木村秀政（監修）『とべ！ 飛行船』山と渓谷社、1976年